# 그래스 파이트
그래스 파이트(Grass Fight)는 텍사스 혁명 당시 멕시코 육군과 텍사스 육군이 벌인 소규모 전투이다. 전투는 1835년 11월 26일 텍사스 멕시코 지역의 샌안토니오 데 벡사르 바로 남쪽에서 일어났다. 텍사스 혁명은 공식적으로 10월 2일에 시작되었고, 그달 말까지 텍사스군은 이 지역에서 가장 큰 멕시코 수비대의 본거지인 벡사르(Béxar)를 포위했다. 활동이 없는 것에 지루해진 많은 텍사스 군인들은 집으로 돌아왔다. 그들을 대신하기 위해 미국에서 소수의 모험가들이 도착했다. 텍사스군이 11월 22일 벡사르에 대한 공격을 시작하라는 스티븐 F. 오스틴 총사령관의 요청을 거부하자 오스틴은 군대에서 사임했다. 남자들은 에드워드 벌레슨을 새로운 총사령관으로 선출했다.
11월 26일, 텍사스 정찰병 데프 스미스(Deaf Smith)는 50~100명의 군인을 동반한 멕시코 배낭 열차가 벡사(Bexar)로 향하고 있다는 소식을 전했다. 텍사스 캠프는 배낭 열차가 멕시코 수비대에 지불하고 보급품을 구매하기 위해 은을 운반했다고 확신했다. 벌레슨은 제임스 부이 대령에게 45-50 명의 기병을 데리고 기차를 요격하라고 명령했다. 추가로 100명의 보병이 뒤따랐다. 전투가 시작되는 것을 보고 멕시코 장군 마르틴 페르펙토 데 코스는 벡사에서 지원군을 보냈다. 텍사스군은 멕시코군의 여러 차례 공격을 격퇴했고 멕시코군은 마침내 벡사로 후퇴했다. 텍사스 사람들이 버려진 짐을 싣는 열차를 조사했을 때 그들은 노새들이 은 대신에 멕시코군 말들에게 먹이를 주기 위해 갓 잘라낸 풀을 실었다는 것을 발견했다. 4명의 텍사스인이 부상을 입었고 역사가 알윈 바(Alwyn Barr)는 3명의 멕시코 군인이 사망했다고 말했지만 부이와 벌레슨은 처음에는 그 수가 훨씬 더 많다고 주장했다.